# 1954

## Події
- 5 січня — сонячне затемнення в Антарктиді.
- 7 січня — зі складу Київської виокремлена Черкаська область.
- 8 січня — в БРСР ліквідовані Бобруйська і Полоцька області. Території першої увійшли до складу ???, другої — Вітебської (6 районів та обласний центр Полоцьк) і Молодечненської (9 районів) областей.
- 19 лютого — Крим увійшов до складу УРСР (Указ Президії Верховної Ради СРСР)
- 30 вересня — у США закінчились випробування і взято на озброєння перший у світі атомний підводний човен «Наутілус».

### Наука
- Заснована CERN.
- Вийшла друком друга редакція американського підручника з внутрішніх хвороб Основи внутрішньої медицини за ред. Т. Гарісона

## Народились
див. також Категорія:Народились 1954
- 4 січня — Романцев Олег Іванович, російський футболіст, тренер.
- 6 січня — Ентоні Мінгелла, англійський кінорежисер, сценарист, продюсер.
- 12 січня — Говард Стерн, американський диск-жокей, радіо-ведучий, письменник.
- 13 січня — Олексій Глизін, російський поп-співак.
- 22 січня — Леонід Ярмольник, російський актор, шоумен.
- 25 січня — Річард Фінч, американський композитор, музикант.
- 28 січня - Рік Воррен, американський священик і автор бестселерів християнських книг.
- 1 лютого — Юрій Лоза, російський співак, композитор.
- 2 лютого — Крісті Брінклі, американська модель, акторка.
- 15 лютого: 
  - Мет Ґрейнінґ, американський художник, мультиплікатор, творець, творчий консультант і продюсер культових мультсеріалів «Сімпсони» і «Футурама».
  - Бабак Віталій Павлович, ректор Національного авіаційного університету.

- 16 лютого — Марґо Гемінґвей, американська акторка.
- 17 лютого — Рене Руссо, американська модель, акторка.
- 18 лютого:
  - Джон Траволта, американський актор.
  - Леонора Фані, італійська акторка, висхідна зірка італійського кіно 1970-х років.
- 23 лютого — Ющенко Віктор Андрійович, український політик, третій президент України.

- 26 лютого — Майкл Болтон, американський поп-співак.

- 4 березня — Кетрін О'Гара, американська акторка.
- 18 березня — Гаврилюк Анатолій Петрович, український релігійний діяч, старший єпископ ЦХХЦУ (ПЄ).
- 30 березня — Лайма Вайкуле, латиська естрадна співачка.
- 7 квітня — Джекі Чан (Чань Кунсун), американський кіноактор, режисер, продюсер.
- 16 квітня — Еллен Баркін, американська акторка.
- 17 квітня — Олександр Кузьмук, український державний діяч, генерал, міністр оборони України (1996—2001).
- 1 травня — Рей Паркер молодший, співак, композитор.
- 4 травня — Піа Задора, акторка.
- 8 травня — Девід Кейт, актор, режисер.
- 19 травня — Філ Радд, ударник гурту AC/DC.
- 29 травня — Головатий Сергій Петрович, міністр юстиції України.

- 4 червня — Кіт Девід, актор.
- 5 червня — Ніко Макбрейн, рок музикант Iron Maiden.
- 15 червня — Джеймс Белуші, актор.
- 19 червня — Кетлін Тернер, акторка.
- 21 червня — Роберт Пастореллі, актор.
- 25 червня — 
  - Девід Пейч, рок-музикант, композитор.
  - Король Ярослава, українська художниця.
- 30 червня — Гал Ліндес, рок-музикант Dire Straits.
- 5 липня — Майкл Седлер, канадський рок-співак Saga.
- 10 липня — Ніл Теннант, британський рок-співак гурту «Pet Shop Boys».
- 19 липня — Віталій Малахов, український театральний режисер, художній керівник Київського драматичного театру на Подолі (пом. в 2021).
- 28 липня — Уго Чавес Фріас, президент Венесуели (з 1999 р.).
- 29 липня — Ігор Крутой, російський композитор.
- 4 серпня — Кінах Анатолій Кирилович, український державний діяч.
- 6 серпня — Савчук Олександр Володимирович, народний депутат України, промисловець, доктор економічних наук.
- 7 серпня — Віктор Медведчук, український політик, один з керівників СДПУ(О).
- 16 серпня — Джеймс Камерон, американський кінорежисер.
- 30 серпня — Лукашенко Олександр Григорович, президент Республіки Білорусь (з 1994 р.).

- 20 вересня — Брінк Стівенс, американська модель, акторка.
- 5 жовтня — Боб Гелдоф, ірландський рок-музикант.
- 8 жовтня — Майкл Дудікофф, американський кіноактор.
- 11 жовтня — Солодар Анатолій Михайлович, заслужений тренер України, тренер збірних команд України, Радянського Союзу та США зі спортивної акробатики.
- 14 жовтня — Кунцевич Микола Віталійович, Народний артист України
- 15 жовтня — Таня Робертс, американська акторка.
- 12 листопада — Кара Юрій Вікторович, російський режисер.
- 15 листопада — Александр Квасневський, президент Польщі (з 1995 р.).
- 24 листопада — Емір Кустуріца, боснійський музикант, кінорежисер.

- 11 грудня — Андрій Макаревич, російський рок-музикант гурту «Машина времени», телеведучий.
- 21 грудня — Кріс Еверт, американська тенісистка.
- 25 грудня — Енні Леннокс, шотландська співачка «Eurythmics».
- 28 грудня — Дензел Вашингтон, американський кіноактор.

## Померли
- 19 травня — Чарлз Айвз, американський композитор
- 17 листопада — Тадеуш Банахевич, польський астроном і математик

- ? — Антонович Михайло Дмитрович (нар. 1910 — пом. літо 1954, Колима, за інш. даними осінь 1955) — український історик, онук Володимира Антоновича.

## Нобелівська премія
- з фізики: Макс Борн — «За фундаментальні дослідження із квантової механіки, особливо за його статистичну інтерпретацію хвильової функції»; Боті Вальтер — «За метод збігів для виявлення космічних променів і зроблені у зв'язку з цим відкриття»
- з хімії: Лайнус Полінг — «За дослідження природи хімічного зв'язку і її застосування для визначення структури сполук»
- з медицини та фізіології: Джон Ендерс, Фредерік Чапмен Роббінс та Томас Гакл Веллер — «За відкриття здатності вірусу поліомієліта рости в культурах різних тканин»
- з літератури: Ернест Хемінгуей
- премія миру: Управління Верховного комісара ООН у справах біженців — «За невпинні і часто невдячні спроби надати допомогу біженцям і привернути увагу властей до їх потреб»